# Sjeverni Brabant
 Sjeverni Brabant  (nizozemski:Noord-Brabant ) je pokrajina u sastavu Nizozemske.

## Upravna podjela (64)
Unutar Sjevernog Brabanta se nalaze sljedeći gradovi i općine
- Aalburg
- Alphen-Chaam
- Asten
- Baarle-Nassau
- Bergeijk
- Bergen op Zoom
- Bernheze
- Best
- Bladel
- Boekel
- Boxmeer
- Boxtel
- Breda
- Cranendonck
- Cuijk
- Deurne
- Dongen
- Drimmelen
- Eersel
- Eindhoven
- Etten-Leur
- Geertruidenberg
- Geldrop-Mierlo
- Gemert-Bakel
- Gilze en Rijen
- Goirle
- Grave
- Haaren
- Halderberge
- Heeze-Leende
- Helmond
- 's-Hertogenbosch
- Heusden
- Hilvarenbeek
- Laarbeek
- Landerd
- Loon op Zand
- Meierijstad
- Mill en Sint Hubert
- Moerdijk
- Nuenen, Gerwen en Nederwetten
- Oirschot
- Oisterwijk
- Oosterhout
- Oss
- Reusel-De Mierden
- Roosendaal
- Rucphen
- Sint Anthonis
- Sint-Michielsgestel
- Someren
- Son en Breugel
- Steenbergen
- Tilburg
- Uden
- Valkenswaard
- Veldhoven
- Vught
- Waalre
- Waalwijk
- Werkendam
- Woensdrecht
- Woudrichem
- Zundert

## Vanjske poveznice
|  | Zajednički poslužitelj ima još gradiva o temi Sjeverni Brabant |

- Službena stranica (nizoz.)
- Karta s podjelama na općine  Arhivirana inačica izvorne stranice od 8. veljače 2005. (Wayback Machine) (nizoz.)